# 西明寺村
西明寺村（さいみょうじむら）は秋田県仙北郡にあった村。現在の仙北市南西部、秋田内陸縦貫鉄道秋田内陸線沿線にあたる。

## 地理
- 山：椈森、大石岳、院内岳
- 河川：桧木内川

## 歴史
- 1889年（明治22年）4月1日 - 町村制の施行により、西明寺村、小山田村、門屋村、上荒井村、西荒井村、小淵野村の区域をもって発足。
- 1956年（昭和31年）9月30日 - 檜木内村と合併して西木村が発足。同日檜木内村廃止。

## 交通

### 鉄道路線
現在は旧村域に秋田内陸縦貫鉄道秋田内陸線の西明寺駅・八津駅が所在するが、当時は未開業。